# Persone di cognome Petrov
| Questa pagina contiene informazioni ricavate automaticamente dalle voci biografiche con l'ausilio del template Bio e di un bot. L'aggiornamento è periodico e automatico e ricostruisce completamente la pagina. Se manca una persona in questa lista, sei pregato di non aggiungerla, ma accertati piuttosto che la sua voce biografica contenga il template Bio e che i dati anagrafici siano correttamente compilati. Se il template Bio manca, inseriscilo tu stesso o, in alternativa, metti l'avviso {{tmp\|Bio}} che ne segnala la mancanza. Se i dati riportati sono sbagliati, correggi direttamente la voce biografica; le modifiche saranno visibili in questa lista entro pochi giorni. Per chiarimenti vedi il progetto antroponimi. La lista contiene solo le 59 persone che sono citate nell'enciclopedia e per le quali è stato implementato correttamente il template Bio. Pagina aggiornata al 7 giu 2025. |

Questa è una lista di persone presenti nell'enciclopedia che hanno il cognome Petrov, suddivise per attività principale.

## Allenatori di atletica leggera(1)
- Vitalij Petrov, allenatore di atletica leggera ucraino (Donec'k, n. 1945)

## Allenatori di calcio(3)
- Jasen Petrov, allenatore di calcio, dirigente sportivo e ex calciatore bulgaro (Plovdiv, n. 1968)
- Svetoslav Petrov, allenatore di calcio e ex calciatore bulgaro (Dobrič, n. 1978)
- Vladimir Petrov, allenatore di calcio e ex calciatore sovietico (Mosca, n. 1940)

## Attori(1)
- Aleksandr Petrov, attore russo (Pereslavl'-Zalesskij, n. 1989)

## Attrici(1)
- Ingrid Pitt, attrice polacca (Varsavia, n. 1937 - Londra, † 2010)

## Bassi-baritoni(1)
- Osip Afanas'evič Petrov, basso-baritono russo (Elisavetgrad, n. 1806 - † 1878)

## Calciatori(17)
- Aleksandr Trofimovič Petrov, calciatore sovietico (Leningrado, n. 1925 - Mosca, † 1972)
- Aleksandr Aleksandrovič Petrov, calciatore russo (Nikolskoye, n. 1893 - † 1942)
- Filip Petrov, ex calciatore macedone (Skopje, n. 1989)
- Hristijan Petrov, calciatore bulgaro (Plovdiv, n. 2002)
- Ihor Petrov, ex calciatore ucraino (Horlivka, n. 1964)
- Jurij Petrov, calciatore russo (Kryvyj Rih, n. 1974 - Tilburg, † 2023)
- Kyrylo Petrov, calciatore ucraino (Kiev, n. 1990)
- Maksim Petrov, calciatore russo (Balašicha, n. 2001)
- Martin Petrov, ex calciatore bulgaro (Vraca, n. 1979)
- Mirko Petrov, ex calciatore jugoslavo (Skopje, n. 1956)
- Petăr Petrov, ex calciatore bulgaro (n. 1961)
- Preslav Petrov, ex calciatore bulgaro (Trojan, n. 1995)
- Sava Petrov, calciatore serbo (Belgrado, n. 1998)
- Sergej Petrov, calciatore russo (Leningrado, n. 1991)
- Serhij Petrov, calciatore ucraino (Luc'k, n. 1997)
- Simeon Petrov, calciatore francese (Limoges, n. 2000)
- Stilijan Petrov, ex calciatore bulgaro (Montana, n. 1979)

## Cantanti(1)
- Lars-Göran Petrov, cantante svedese (Stoccolma, n. 1972 - † 2021)

## Cestisti(4)
- Aleksandr Petrov, cestista sovietico (Baku, n. 1939 - Mosca, † 2001)
- Plamen Petrov, ex cestista bulgaro (Gradešnica, n. 1966)
- Simon Petrov, ex cestista e allenatore di pallacanestro sloveno (Novo Mesto, n. 1976)
- V"jačeslav Petrov, cestista ucraino (Novomyrhorod, n. 1994)

## Ciclisti su strada(1)
- Evgenij Vladimirovič Petrov, ex ciclista su strada e dirigente sportivo russo (Belovo, n. 1978)

## Dirigenti sportivi(1)
- Oleg Petrov, dirigente sportivo e ex hockeista su ghiaccio russo (Mosca, n. 1971)

## Fisici(1)
- Vasilij Vladimirovič Petrov, fisico russo (Obojan', n. 1761 - San Pietroburgo, † 1834)

## Generali(3)
- Ivan Efimovič Petrov, generale sovietico (Trubčevsk, n. 1896 - Mosca, † 1958)
- Račo Petrov, generale e politico bulgaro (Šumen, n. 1861 - Belovo, † 1942)
- Vasilij Ivanovič Petrov, generale e politico russo (Černolesskoe, n. 1917 - Mosca, † 2014)

## Giocatori di calcio a 5(1)
- Aleksej Petrov, giocatore di calcio a 5 russo (Krasnojarsk, n. 1987)

## Hockeisti su ghiaccio(2)
- Aleksandr Petrov, ex hockeista su ghiaccio estone (Püssi, n. 1983)
- Vladimir Petrov, hockeista su ghiaccio sovietico (Krasnogorsk, n. 1947 - Mosca, † 2017)

## Ingegneri(1)
- Georgij Ivanovič Petrov, ingegnere sovietico (n. 1912 - † 1987)

## Lottatori(2)
- Aleksandr Petrov, lottatore russo (Elec, n. 1876 - Leningrado, † 1941)
- Dinko Petrov, lottatore bulgaro (Stara Zagora, n. 1935 - † 2007)

## Matematici(1)
- Aleksej Zinov'evič Petrov, matematico russo (Koshki, n. 1910 - Kiev, † 1972)

## Pattinatori artistici su ghiaccio(2)
- Aleksandr Petrov, ex pattinatore artistico su ghiaccio russo (San Pietroburgo, n. 1999)
- Denis Petrov, ex pattinatore artistico su ghiaccio sovietico (Leningrado, n. 1968)

## Piloti automobilistici(1)
- Vitalij Petrov, ex pilota automobilistico russo (Vyborg, n. 1984)

## Pittori(1)
- Praski Vitti, pittore russo (Algazino, n. 1936)

## Psichiatri(1)
- Božo Petrov, psichiatra e politico croato (Metković, n. 1979)

## Pugili(1)
- Daniel Petrov, ex pugile bulgaro (Varna, n. 1971)

## Registi(5)
- Aleksandr Konstantinovič Petrov, regista e animatore russo (n. 1957)
- Dimităr Petrov, regista bulgaro (Rila, n. 1924 - † 2018)
- Nikolaj Vasil'evič Petrov, regista cinematografico russo (Ekaterinburg, n. 1890 - Mosca, † 1941)
- Viktor Abrosimovič Petrov, regista sovietico (Step'anakert, n. 1939 - San Pietroburgo, † 2000)
- Vladimir Michajlovič Petrov, regista cinematografico russo (San Pietroburgo, n. 1896 - Mosca, † 1966)

## Scacchisti(1)
- Aleksandr Dmitrievič Petrov, scacchista, scrittore e compositore di scacchi russo (Pskov, n. 1794 - Varsavia, † 1867)

## Schermidori(1)
- Dmitrij Petrov, schermidore russo (n. 1985)

## Scrittori(1)
- Evgenij Petrovič Petrov, scrittore sovietico (Odessa, n. 1903 - Sebastopoli, † 1942)

## Sollevatori(2)
- Aleksej Petrov, ex sollevatore russo (Volgograd, n. 1974)
- Mihail Petrov, sollevatore bulgaro (Gabrovo, n. 1965 - † 1993)

## Velocisti(1)
- Petăr Petrov, ex velocista bulgaro (Svištov, n. 1955)